# Tarana (Nouvelle-Galles du Sud)
Tarana est une localité australienne située dans la zone d'administration locale de la ville de Lithgow en Nouvelle-Galles du Sud. Elle est située à 20 km à l'est de Lithgow et à 130 km du centre de Sydney. En 2016, la population s'élevait à 171 habitants.